# لا جينيتوس
لا جينيتوس (بالفرنسية: La Geneytouse)‏ هي بلدية في مقاطعة فيين العليا في منطقة أقطانية الجديدة غرب وسط فرنسا.